# فرانسوا ژاکوب
فرانسوا ژاکوب (فرانسوی: François Jacob‎؛ زاده ۱۷ ژوئن ۱۹۲۰ – درگذشته ۱۹ آوریل ۲۰۱۳) یک زیست‌شیمی‌دان و نسل‌شناس اهل فرانسه بود.